# Claudio Faraci
Claudio Antonino Faraci (Siracusa, 5 febbraio 2001) è un nuotatore italiano, specializzato nello stile farfalla.

## Biografia
Ha frequentato il Liceo "Leonardo Da Vinci" di Floridia.
È stato allenato da Marco Lappostato fino al 2019 e in seguito da Gianluca Belfiore.
Si è messo in mostra a livello giovanile ai campionati europei di Kazan' 2019 in cui ha disputato la finale nei 100 m farfalla e ha vinto l'argento nella staffetta 4x100 m misti, con Thomas Ceccon, Emiliano Tomasi e Stefano Nicetto.                         Nella stessa estate viene convocato per i Mondiali Junior di Budapest dove raggiunge la semifinale nei 100 m farfalla.
Ha fatto parte della spedizione italiana ai Giochi del Mediterraneo di Orano 2022, edizione in cui ha vinto la medaglia d'oro nei 200 m farfalla, precedendo sul podio il greco Andreas Vazaios e l'algerino Jaouad Syoud.
Agli europei di Roma 2022, svoltisi al Foro Italico, ha ottenuto l'ottavo posto in batteria nei 200 m farfalla con il tempo di 1’57”54, risultato che non gli ha garantito il passaggio in semifinale, in quanto è stato superato dai due compagni di nazionale Alberto Razzetti e Giacomo Carini ed il regolamento ammetteva il passaggio del turno di due soli atleti per nazione.

## Palmarès
- Giochi del Mediterraneo

Orano 2022: oro nei 200m farfalla.
- Europei giovanili

Kazan' 2019: argento nella 4x100m misti.

### Campionati italiani di nuoto
| Anno | Edizione    | farfalla 200 m | mista 4x100 m | sl 4x200 m |
| ---- | ----------- | -------------- | ------------- | ---------- |
| 2020 | Estivi      | 3              | -             | -          |
| 2022 | Primaverili | -              | 1             | -          |
| 2022 | Estivi      | 3              | -             | -          |
| 2024 | Primaverili | 3              | 2             | 3          |
| 2024 | Invernali   | 3              | -             | -          |
| 2025 | Primaverili | 2              | -             | 2          |